# Conacul urban de pe str. Nicolae Iorga, 5 (Chișinău)
Conacul urban de pe str. Nicolae Iorga, 5 este o clădire amplasată pe str. Nicolae Iorga, 5 în Chișinău, Republica Moldova. Este un monument arhitectural de importanță națională inclus în Registrul monumentelor Republicii Moldova ocrotite de stat cu nr. 250 (municipiul Chișinău). Datează de la înc. sec. XX.